# Mahn Sha Lar Phan
Mahn Sha Lar Phan (birmanisch မန်းရှာလားဖန်း; * 1944; † 14. Februar 2008) war ein Politiker in Myanmar.

## Leben
Er war Generalsekretär der Karen National Union (KNA) in Myanmar, die sich für die Unabhängigkeit des Volksstammes der Karen einsetzt. Deren bewaffneter Arm ist die Karen National Liberation Army (KNLA), die größte Rebellengruppe des Landes. Ihre Tätigkeit liegt vorwiegend im Grenzgebiet zu Thailand, aber auch im Nachbarland.
2008 wurde Mahn Sha in der thailändischen Grenzstadt Mae Sot, auf der Veranda seines Hauses sitzend, von zwei Attentätern erschossen.
Mahn Sha hatte eine Woche vor seinem Ableben in einem Interview mit Reuters ein Anwachsen der Gewalt in Burma vor dem für Mai 2008 geplanten Verfassungs-Referendum vorhergesagt.